# 전미 비평가 협회 촬영상
전미 비평가 협회 촬영상(National Society of Film Critics Award for Best Cinematography)은 전미 비평가 협회에서 매년 시상하는 영화 촬영상이다. 1967년 제2회 시상식 때부터 시상되었다.

## 수상자 목록
| 연도 | 수상자                                          | 작품                                    |
| ---- | ----------------------------------------------- | --------------------------------------- |
| 1967 | 해스켈 웩슬러                                   | 《밤의 열기 속으로》                    |
| 1968 | 윌리엄 A. 프레이커                              | 《블릿》                                |
| 1969 | 루시언 밸러드                                   | 《와일드 번치》                         |
| 1970 | 네스토르 알멘드로스                             | 《모드 집에서의 하룻밤》                |
| 1971 | 비토리오 스토라소                               | 《사랑의 여로》                         |
| 1972 | 스벤 뉘크비스트                                 | 《외침과 속삭임》                       |
| 1973 | 빌모스 지그몬드                                 | 《청춘 낙서》                           |
| 1974 | 고든 윌리스2                                    | 《결혼의 풍경》                         |
| 1975 | 존 올컷                                         | 《배리 린든》                           |
| 1976 | 해스켈 웩슬러                                   | 《바운드 포 글로리》                    |
| 1977 | 토마스 마우흐                                   | 《아귀레, 신의 분노》                   |
| 1978 | 네스토르 알멘드로스                             | 《천국의 나날들》                       |
| 1979 | 케일럽 데이셔넬                                 | 《검은 종마》 《찬스》                  |
| 1980 | 마이클 채프먼                                   | 《레이징 불》                           |
| 1981 | 고든 윌리스                                     | 《하늘에서 떨어지는 행운》              |
| 1982 | 필리프 루셀로                                   | 《디바》                                |
| 1983 | 히로 노리타                                     | 《울지 않는 늑대》                      |
| 1984 | 크리스 멘지스                                   | 《방황하는 디제이》 《킬링필드》        |
| 1985 | 사이토 다카오, 우에다 마사하루, 나카이 아사카즈 | 《란》                                  |
| 1986 | 프레더릭 엘름스                                 | 《블루 벨벳》                           |
| 1987 | 필리프 루셀로                                   | 《희망과 영광》                         |
| 1988 | 앙리 알레캉                                     | 《베를린 천사의 시》                    |
| 1989 | 미하엘 발하우스                                 | 《사랑의 행로》                         |
| 1990 | 피터 서치키                                     | 《웨어 더 하트 이즈》                   |
| 1991 | 로저 디킨스                                     | 《바톤 핑크》                           |
| 1992 | 자오페이                                        | 《홍등》                                |
| 1993 | 야누시 카민스키                                 | 《쉰들러 리스트》                       |
| 1994 | 스테판 차프스키                                 | 《에드 우드》                           |
| 1995 | 후지모토 탁                                     | 《블루 데블》                           |
| 1996 | 로비 뮬러                                       | 《브레이킹 더 웨이브》 《데드 맨》      |
| 1997 | 로저 디킨스                                     | 《쿤둔》                                |
| 1998 | 존 톨                                           | 《씬 레드 라인》                        |
| 1999 | 콘래드 L. 홀                                    | 《아메리칸 뷰티》                       |
| 2000 | 아녜스 고다르                                   | 《아름다운 직업》                       |
| 2001 | 크리스토퍼 도일, 마크 리 핑빈                   | 《화양연화》                            |
| 2002 | 에드 래크먼                                     | 《파 프롬 헤븐》                        |
| 2003 | 러셀 보이드                                     | 《마스터 앤드 커맨더: 위대한 정복자》   |
| 2004 | 조소정                                          | 《연인》                                |
| 2005 | 크리스토퍼 도일, 관본량, 여요휘                 | 《2046》                                |
| 2006 | 에마누엘 루베스키                               | 《칠드런 오브 맨》                      |
| 2007 | 로버트 엘스윗                                   | 《데어 윌 비 블러드》                   |
| 2008 | 앤서니 도드 맨틀                                | 《슬럼독 밀리어네어》                   |
| 2009 | 크리스티안 베르거                               | 《하얀 리본》                           |
| 2010 | 로저 디킨스                                     | 《더 브레이브》                         |
| 2011 | 에마누엘 루베스키                               | 《트리 오브 라이프》                    |
| 2012 | 미하이 멀라이마레 주니어                        | 《마스터》                              |
| 2013 | 브뤼노 델보넬                                   | 《인사이드 르윈》                       |
| 2014 | 딕 포프                                         | 《미스터 터너》                         |
| 2015 | 에드 래크먼                                     | 《캐롤》                                |
| 2016 | 제임스 랙스턴                                   | 《문라이트》                            |
| 2017 | 로저 디킨스                                     | 《블레이드 러너 2049》                  |
| 2018 | 알폰소 쿠아론                                   | 《로마》                                |
| 2019 | 클레르 마통                                     | 《타오르는 여인의 초상》 《애틀랜틱스》 |